# کومه‌ای ناستبر
کومه‌ای ناستبر گونه‌ای از ابرهای کومه‌ای که گسترش قائم مختصری دارد و عموماً مسطح به نظر می‌رسد.